# Arbeitsgemeinschaft Selbständige in der SPD
Die Arbeitsgemeinschaft Selbständige in der SPD (AGS) ist die Mittelstandsorganisation der SPD.

Der Sitz der Bundesarbeitsgemeinschaft ist Berlin. 
Die AGS ist die zentrale Kontaktstelle der Partei für Wirtschaft und Mittelstand. Ziel ihrer politischen Arbeit ist es, Marktwirtschaft und soziale Partnerschaft miteinander zu verbinden. Die AGS trägt Wünsche, Anregungen und Sorgen der Wirtschaft in die Partei, die Parlamente und Regierungen hinein und engagiert sich dort für deren politische Umsetzung. Die AGS arbeitet parteioffen: Jeder Unternehmer, Selbständige oder Manager kann in der Arbeitsgemeinschaft unabhängig von einer Parteimitgliedschaft mitarbeiten. Mitglied der AGS kann jedoch nur sein, wer selbständig oder unternehmerisch tätig sowie Mitglied der SPD ist. Mehr als 35.000 Selbständige und Unternehmer sind Mitglieder in der SPD.

## Bundesvorstand
Auf der 30. Bundeskonferenz der AGS am 16. September 2023 in Berlin wurden der Elektroinstallateurmeister Ralph Weinbrecht (Baden-Württemberg) und die Immobilienkauffrau Angelika Syring (Brandenburg] zu Bundesvorsitzenden gewählt.
 Stellvertretende Vorsitzende sind der IT-Unternehmer und Hochschuldozent Andreas Bieber (Rheinland-Pfalz) und die Architektin Renate Kürzdörfer (Bayern).

Weitere Bundesvorstandsmitglieder sind Anna Stvrtecky (Bayern), Claudia Sünder (Berlin), Dr. Dieter Falk (Hessen-Süd), Susanne Kirchhof (Nordrhein-Westfalen), Julia Rimkus (Nordrhein-Westfalen)  und Jörg Neigefindt (Thüringen).

Kooptiert wurden Andre Brümmer (Nordrhein-Westfalen) und Bernd Törkel (Berlin). 

Der frühere Bundestagsabgeordnete Jürgen Vahlberg (Bayern) ist Ehrenvorsitzender. . 

## Regionalverbände & EU Kooperation SE4DS
Innerhalb der AGS gibt es zahlreiche Regionalverbände in Bundesländern, Regionen und Kommunen.. 
Zudem wurde unter maßgeblicher Beteiligung der AGS ein Pendant auf europäischer Ebene gegründet - die SE4DS - die aktuell in 8 EU-Ländern aktiv ist und die entsprechenden Interessen auch dem EU Parlament, der EU Kommission und den Behörden gegenüber vertritt.

## Innovationspreis
Die SPD und die Arbeitsgemeinschaft der Selbständigen in der SPD (AGS) veranstalten seit 2001 jährlich gemeinsam den Wirtschaftsempfang. Im Rahmen dieser Veranstaltung wird der Innovationspreis der SPD und AGS an Unternehmer vergeben, die durch ihre Unternehmensführung in exemplarischer Weise für Innovation, unternehmerische Initiative sowie ökologisches und soziales Engagement stehen. Die nächste Preisverleihung für Deutschland und Europa findet am 7. November 2025 in Berlin statt.

## Geschichte
Die Ursprünge der Arbeitsgemeinschaft reichen bis in das 19. Jahrhundert zurück. Die Anfänge datieren aus dem Jahr 1891 und setzen sich fort mit dem Heidelberger Programm der SPD 1925. Zur offiziellen Gründung einer „Vereinigung sozialistischer Unternehmer“ kam es dann im Jahr 1928. Nach der Zeit des Nationalsozialismus und des Zweiten Weltkriegs formierten sich 1946 die sozialdemokratischen Unternehmer erneut. 1953 wurde dann in Essen die „Bundesarbeitsgemeinschaft Selbständig Schaffender in der SPD (AgsS)“ gegründet, die schließlich 1963 in „Arbeitsgemeinschaft Selbständige in der SPD (AGS)“ umbenannt wurde.